# Talaat Pascha
Mehmet Talaat Pascha, oftast kallad Talaat Pascha, född i 1 september 1874 i Kărdzjali, död 15 mars 1921 i Berlin, var en osmansk och turkisk politiker och dömd krigsbrottsling. Han var en av de ledande ungturkarna och styrde det Osmanska riket tillsammans med Enver Pascha och Djemal Pascha mellan 1913 och 1918. I sin styrande roll hade Talaat Pascha en stor del av ansvaret för armeniska folkmordet.

## Biografi
Vid utbrottet av den ungturkiska revolutionen sommaren 1908 arbetade Talaat Bej, som han då hette, som telegraftjänsteman i Saloniki och hade en ledande position inom "Kommittén för enighet och framsteg", som var centralpunkt för den ungturkiska revolutionära rörelsen. Efter denna rörelses seger blev han ledamot av det turkiska parlamentet och en av dess vicepresidenter, samtidigt som han var ordförande för ungturkiska kommittén, som var den högsta positionen i rörelsen.
Efter att inledningsvis ha verkat i bakgrunden, tog Talaat Pascha i augusti 1909 över som inrikesminister i Hilmi Paschas ministär, där han blev Ferid Paschas efterträdare. En av hans åtgärder på denna post var att för de lokala förvaltningsmyndigheterna påpeka att det var av vikt med hänsynsfull behandling av alla utlänningar, och att detta hade utrikespolitiska konsekvenser. Talaat Pascha stannade som minister under storvesiren Hakki Pascha, men i februari 1911 avgick han efter konflikter mellan den ungturkiska kommittén och krigsministern Mahmud Schefket Pascha. Även en splittring inom kommittén mellan en moderat flygel och en nationalistisk-chauvinistisk flygel bidrog till avgången.
Efter mordet på storvesiren Mahmud Schefket i juni 1913 återkom Talaat Pascha som inrikesminister i den nya ministären under prins Said Halim, och blev där den faktiske ledaren, även i utrikesfrågorna, även om de formellt sköttes av storvesiren själv. Detta innebar att det var Talaat Pascha som tillsammans med den nye krigsministern Enver Pascha hösten 1914 genomdrev att Turkiet anslöt sig till Centralmakternas pakt, trots att den obeslutsamme storvesiren i det längsta tvekade kring detta. Detta innebar att Turkiet under första världskriget hamnade på Tysklands och Österrikes sida.
Under första världskriget utgjorde Talaat Pascha, Enver Pascha och marinministern Djemal Pascha ett styrande triumvirat. I sin styrande roll hade Talaat Pascha en stor del av ansvaret för armeniska folkmordet som började med att några hundra intellektuella armenier fängslades och mördades i Konstantinopel på order av Talaat Pasha som då var inrikesminister. När Said Halim avgick från sin post som storvesir hamnade Talaat Pascha 7 februari 1917 i spetsen för en ny ministär, som helt bestod av tidigare medlemmar av ungturkiska kommittén. Vid ett besök i Berlin i april 1917 bekräftade den nye storvesiren sina förbindelser med den tyska riksledningen, och han var 1918 turkisk representant vid fredsförhandlingarna med Ryssland i Brest-Litovsk och med Rumänien i Bukarest. Vid det turkiska tronskiftet i juli 1918 bekräftade den nye sultanen Mehmet VI omedelbart Talaat Pascha i dennes roll som storvesir. Han avgick i oktober 1918 från storvesirsämbetet.
Strax innan de allierades flottor löpte in i Bosporen i november 1918 flydde Talaat Pascha från Turkiet. Han befann sig därefter mest i Tyskland, där han vistades under antaget namn, och mördades i Berlin den 15 mars 1921 av Soghomon Tehlirian, en ung armenier. Mordet var en hämnd för folkmordet på armenierna, som Talaat Pascha bar en stor del av skulden för.